# Українські радіоінтерферометри Академії Наук

Схема розташування системи УРАН

Українські радіоінтерферометри Академії Наук (УРАН) — українська система радіотелескопів для вивчення космосу.
Система УРАН — це рознесені на тисячу кілометрів елементи однієї гігантської антени. Це дозволяє суттєво покращити кутове розділення. Дослідження в рамках роботи цієї системи є складовою частиною державної академічної наукової програми «УРАН», націленої на розв'язання фундаментальних проблем космічної радіофізики в декаметровому діапазоні.

## Історія створення системи

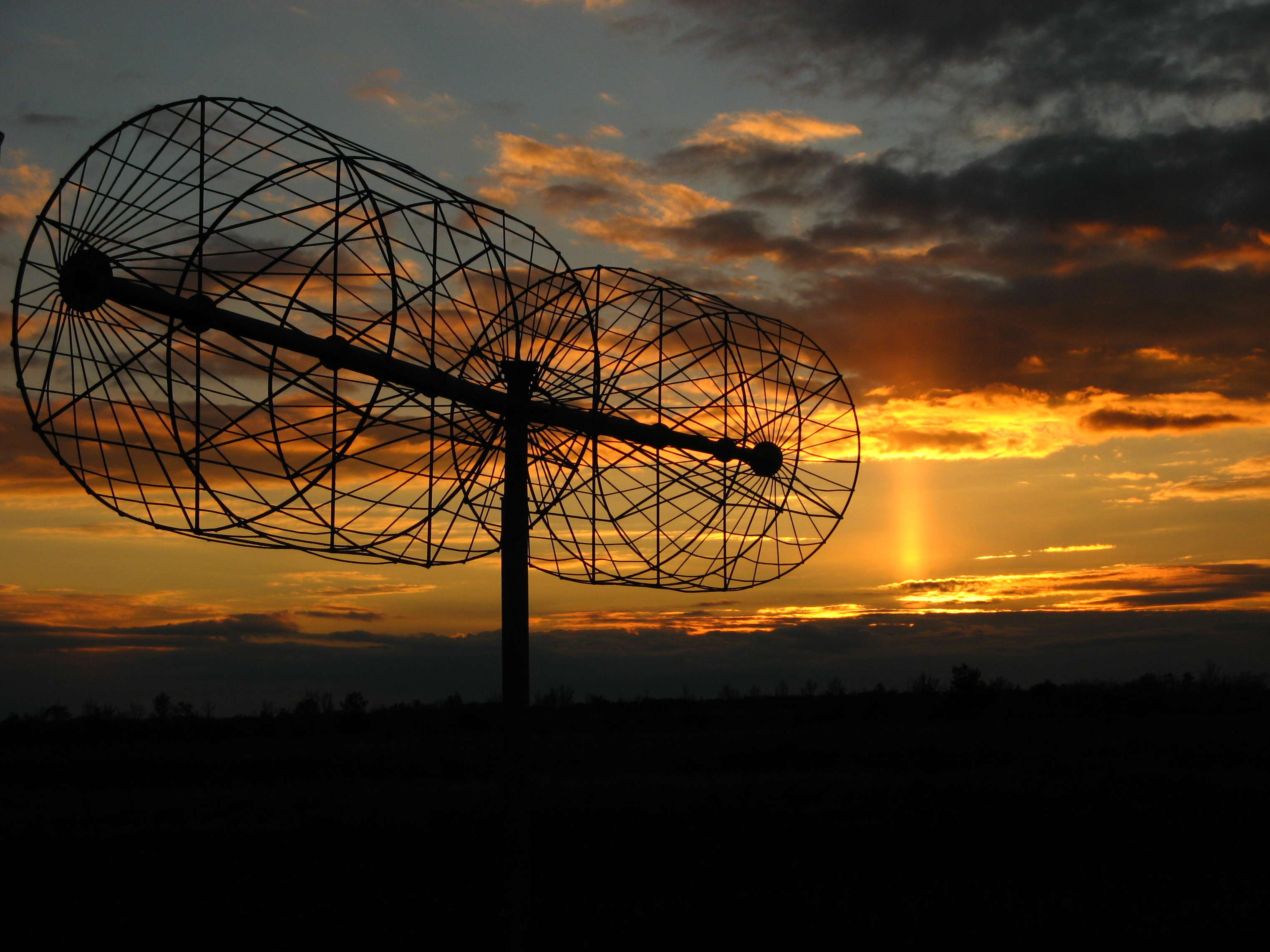
Диполь антенної решітки радіотелескопу УТР-2 та захід Сонця зі світловим стовпом. Село Волохів Яр, Харківська область

За ініціативи науковців, зокрема академіка Семена Яковича Брауде на початку 1970-х років було споруджено УТР-2. У той час були розпочаті роботи зі створення радіоастрономічних антен декаметрових хвиль на нових принципах, що дозволяють знизити вплив негативних чинників. У результаті радіотелескоп УТР-2 до теперішнього часу є найбільшим і найдосконалішим у світі інструментом спостереження декаметрового діапазону довжин хвиль. Радіотелескоп почав роботу в 1970 році, а з 1972 року розпочались регулярні наукові вимірювання.
За тієї ж ініціативи через десять років було збудовано вітчизняну систему інтерферометрів УРАН із підрозділами ще в чотирьох місцях, що значно посилило можливості потужного УТР–2.

## Структура системи
Функціонування системи УРАН складає спільна робота п'яти радіотелескопів України:
- УТР-2 — Радіоастрономічний інститут НАН України
- УРАН-1 — 12 відділ Радіоастрономічного інституту НАН України на території Інституту іоносфери НАН та МОН України
- УРАН-2 — Полтавська гравіметрична обсерваторія Інституту геофізики НАН України імені С.І.Суботіна
- УРАН-3 — Фізико-механічний інститут імені Г. В. Карпенка НАН України
- УРАН-4[3] — спостережна станція Маяки НДІ «Астрономічна обсерваторія» ОНУ ім. І. І. Мечникова

## Місцезнаходження
УТР-2 розташований поряд із селом Гракове (Чугуївський р-н, Харківської області), УРАН-1 у м.Зміїв (Харківської області), УРАН-2 в с. Степанівка (Полтавської області), УРАН-3 у м.Шацьк (Волинської області), УРАН-4 у складі спостережної станції Маяки (с. Маяки,Біляївський р-н, Одеської області).

## Координати та параметри інтерферометрів
| назва пристрою | координати                                                            | розміри антени Пн—Пд та Зх—Сх, метри | дальність, км | ΔΘ" на частоті 25 МГц |
| -------------- | --------------------------------------------------------------------- | ------------------------------------ | ------------- | --------------------- |
| УТР-2          | 49°38′18″ пн. ш. 36°56′28″ сх. д. / 49.63833° пн. ш. 36.94111° сх. д. | 1860 × 53 53 × 900                   | ×××           | ~ 1620                |
| УРАН—1         | 49°39′57″ пн. ш. 36°21′14″ сх. д. / 49.66583° пн. ш. 36.35389° сх. д. | 28 × 193                             | 42,3          | ~ 15                  |
| УРАН—2         | 49°37′50″ пн. ш. 34°49′23″ сх. д. / 49.63056° пн. ш. 34.82306° сх. д. | 118 × 238                            | 152,3         | ~ 4                   |
| УРАН—3         | 51°28′19″ пн. ш. 23°49′39″ сх. д. / 51.47194° пн. ш. 23.82750° сх. д. | 58 × 238                             | 946,2         | ~ 0,66                |
| УРАН—4         | 46°23′45″ пн. ш. 30°16′19″ сх. д. / 46.39583° пн. ш. 30.27194° сх. д. | 28 × 238                             | 613,1         | ~ 1                   |

## Національне надбання
Радіотелескоп УТР-2 із системою інтерферометрів УРАН Радіоастрономічного інституту 2001 року включений до державного реєстру наукових об'єктів, що становлять національне надбання під № 22.